# 富田電機
富田電機股份有限公司為1988年成立的台灣電動馬達製造商，總部位於苗栗縣銅鑼鄉。是特斯拉早期供應商之一，也與中國鋼鐵等公司合作從事電動車開發、並提供相關零件。

## 歷史沿革
富田電機於1988年成立。早期專注工業馬達的製造和研發，後於2005年投入電動載具馬達及動力系統領域。此時，富田電機也開始接下特斯拉公司的訂單，成為其早期供應商之一。2017年起，富田與和大、中鋼、大亞合作，替日本電動車提供動力總成系統。當時的電動車業務占公司營收約70%。2022年，與台灣工研院合作開發新能源車馬達與驅動系統。2024年11月11日，登錄興櫃交易、同時也與中鋼合作設立「中鋼-富田聯合實驗室」，以深入研究電動車、無人機與AI機器人的馬達用途。2025年7月计划送件申請創新板上市。

## 外部連結
- 找不到URL。请在此处指定URL或在维基数据上添加。